# Брызгалов, Иван Иванович
Ива́н Ива́нович Брызга́лов (1926 год — 7 августа 1944 года) — советский солдат, участник Великой Отечественной войны, Герой Советского Союза (1945, посмертно).

## Биография
Родился в 1926 году в селе Ракино Чернушинского района Уральской области. Русский.
В Красной Армии с июля 1943 года, с октября 1943 года — участник Великой Отечественной войны.
Заряжающий самоходной артиллерийской установки СУ-85 1452-го самоходного артиллерийского Перекопского полка Резерва Верховного Главнокомандования 19-го танкового корпуса 43-й армии 1-го Прибалтийского фронта младший сержант Иван Брызгалов со своим экипажем 7 августа 1944 года у деревни Суостай Биржайского района Литвы преградил путь немецким танкам, которые контратаковали позиции 2-го мотострелкового батальона. Его САУ была подожжена противником. Из объятой пламенем машины экипаж продолжал вести огонь, подбил один танк, одно противотанковое орудие, уничтожил до взвода солдат противника. Погиб в этом бою.
Похоронен на военном кладбище в местечке Нямунелё-Радвилишкис (Литва). На могиле установлен памятник.
Указом Президиума Верховного Совета СССР от 24 марта 1945 года «за образцовое выполнение боевых заданий командования на фронте борьбы с немецко-фашистскими захватчиками и проявленные при этом мужество и героизм», младшему сержанту Брызгалову Ивану Ивановичу посмертно присвоено звание Героя Советского Союза.

## Награды и звания
- Герой Советского Союза (24 марта 1945, посмертно)
- Орден Ленина (24 марта 1945, посмертно)

## Память

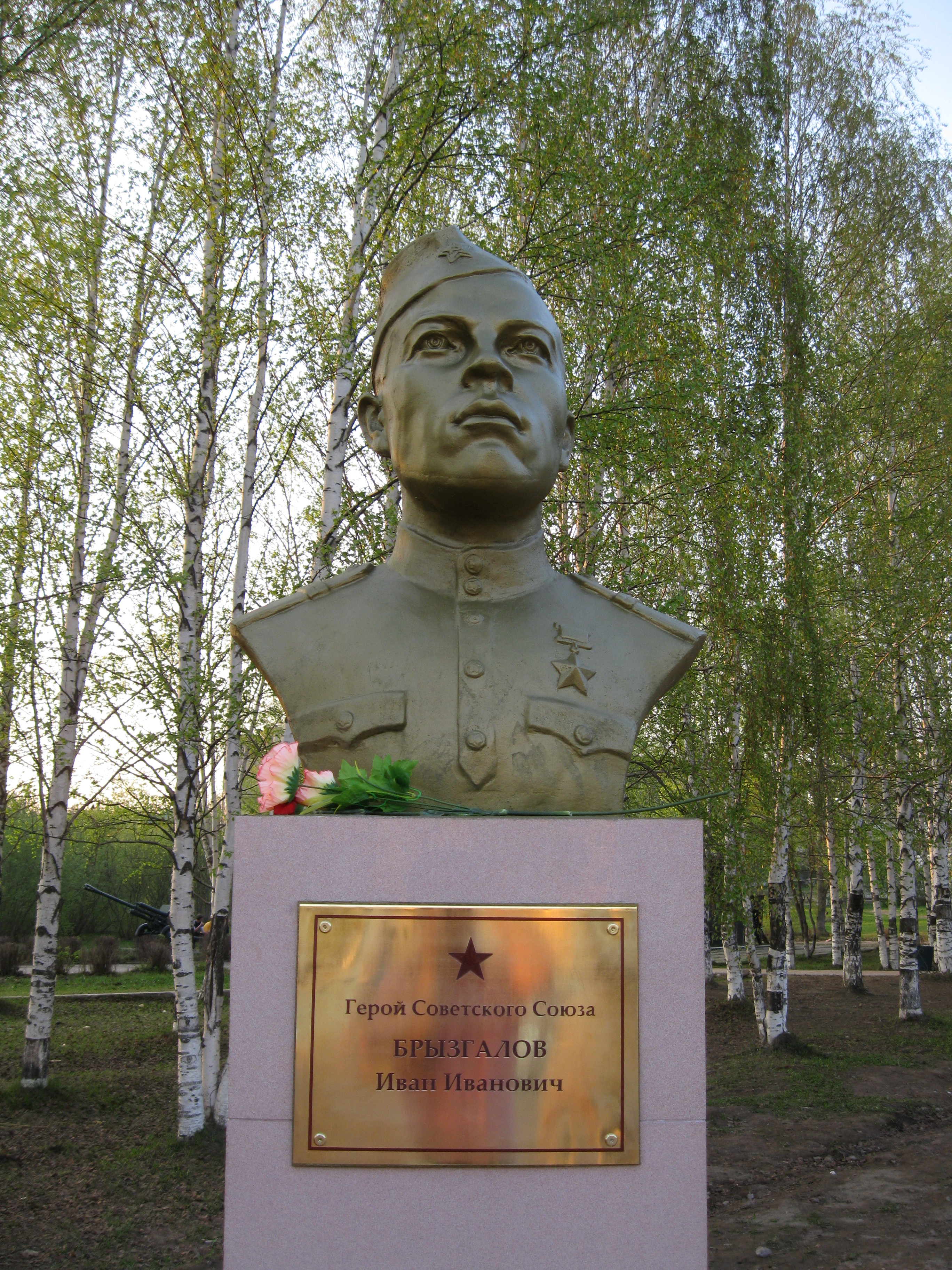
Бюст Ивана Ивановича Брызгалова на Аллее Славы в городе Чернушка

В городе Чернушка на Аллее Славы, открытой 9 мая 2010 года, установлен бюст И. И. Брызгалова в числе 12-ти Героев Советского Союза и двух полных кавалеров Ордена Славы, жителей Чернушинского района.